# Uscia
Uscia is een monotypisch mosdiertjesgeslacht uit de familie van de Watersiporidae en de orde Cheilostomatida

## Soort
- Uscia mexicana Banta, 1969